# Лима, Жесси
Жесси Лима (порт.-браз. Gessy Lima; 24 сентября 1935, Уругуаяна, Риу-Гранди-ду-Сул — 4 октября 1989, Порту-Алегри) — бразильский футболист, полузащитник.

## Карьера
Жесси начал карьеру в клубе «Уругваяна» в 1951 году. Затем выступал за команду «Ферро Каррил». В 1955 году Жесси прошёл просмотр в клубе «Гремио», но неудачно. Он возвратился в «Уругваяну». А после удачного выступления в этом клубе, включавшим матч против самого «Гремио», Жесси вновь прошёл просмотр в команде, который на этот раз закончился заключением контракта. 28 декабря он дебютировал в составе команды в матче с «Сан-Паулу» (2:1). 3 января 1956 года он забил первый мяч за клуб, поразив ворота «Расинга» (3:1). В этом же году Жесси помог «Гремио» выиграть чемпионат штата, в розыгрыше которого стал лучшим бомбардиром. Полузащитник выиграл с командой ещё пять чемпионатов штата и ещё один раз стал лучшим бомбардиром первенства. Одной из лучших игр в составе «Гремио» стал матч против «Боки Хуниорс». Игрок прилетел в Буэнос-Айрес в день игры, сдавая на родине для поступления на стоматологический факультет. После удачного экзамена он всю ночь выпивал спиртные напитки. Прилетев в нетрезвом состоянии утром, вечером Жесси вышел на поле и забил 4 гола. Этот матч стал первым поражением «Боки Хуниорс» от иностранного клуба на Бомбонере. В 1962 году он покинул клуб, за который провёл 302 матча и забил 208 голов. В 1963 году он сыграл сезон за «Португезу Деспортос», где забил лишь три мяча, и завершил карьеру. После завершения карьеры Жесси, окончивший медицинский факультет, стал работать стоматологом. Он ушёл из футбола в возрасте 28 лет из-за того, что не видел в футболе гарантированного будущего. Он умер от онкологического заболевания в 1989 году.

## Международная статистика
| Матчи Жесси за сборную Бразилии | Матчи Жесси за сборную Бразилии | Матчи Жесси за сборную Бразилии | Матчи Жесси за сборную Бразилии | Матчи Жесси за сборную Бразилии | Матчи Жесси за сборную Бразилии | Матчи Жесси за сборную Бразилии |
| ------------------------------- | ------------------------------- | ------------------------------- | ------------------------------- | ------------------------------- | ------------------------------- | ------------------------------- |
| №                               | Дата                            | Место проведения                | Оппонент                        | Счёт                            | Голы                            | Турнир                          |
| 1                               | 6 марта 1960                    | Сан-Хосе                        | Мексика                         | 2:2                             | —                               | Панамериканский чемпионат       |
| 2                               | 10 марта 1960                   | Сан-Хосе                        | Коста-Рика                      | 0:3                             | —                               | Панамериканский чемпионат       |
| 3                               | 13 марта 1960                   | Сан-Хосе                        | Аргентина                       | 1:2                             | —                               | Панамериканский чемпионат       |
| 4                               | 17 марта 1960                   | Сан-Хосе                        | Коста-Рика                      | 4:0                             | —                               | Панамериканский чемпионат       |

## Личная жизнь
Жесси не любил футбол. Он не праздновал забитые голы и ненавидел давать интервью. Позже он заявлял, что просто являлся очень скромным.
Большинство его бывших коллег и бывших руководителей клубов уверяли, что он не любил футбол. Он играл только ради  денег, чтобы оплатить обучение в стоматологическом университете. Замкнутый, он терпеть не мог шуток, почти не разговаривал и даже не праздновал большинство забитых им голов. Поскольку он не хотел иметь ничего общего с объятиями после забитого мяча, футболисты игриво праздновали голы, хлопнув его по голове.
Вообще Жесси любил в жизни только три вещи: сигареты, алкогольные напитки и женщин. Некоторые игроки до сих пор помнят один из редких моментов, когда они видели, как загорелись глаза нападающего: тогда он находился за столом с пивом в ресторане центре города. Ел мало. Тогда обеспокоенный директор клуба Эрминио  Биттенкур сказал директору ресторана «Олимпико»: «Подавайте Жесси всё, что он захочет и когда захочет. Клуб заплатит».
Он много курил. Игроки рассказали, что в поездках Жесси носил с собой в сумке две пары нижнего белья, зубную щетку и две пачки сигарет. Когда все ложились спать, Жесси просыпался, чтобы  покурить. Перед тренировкой, пока игроки пинали мяч на поле, Жесси  оставался в подтрибунном помещении в одиночестве и курил. Он выходил на поле только после того, как Фогиньо давал свисток и звал его поработать.
Женщины обожали его, а он обожал женщин. Среди множества влюбленных в него девушек, выделялась одна, которую постоянно можно было увидеть на трибунах Олимпико, наблюдающей за  тренировками. Её звали Элис Режина. Многие его современники, в том числе тренер Фогиньо, говорили, что Жесси  окончательно потерял спортивную форму из-за пылкости его ненасытной подруги. Именно эта брюнетка с длинными ногами и пышной грудью высосала его здоровье до последнего вздоха.

## Достижения

### Командные
- Чемпион штата Риу-Гранди-ду-Сул: 1956, 1957, 1958, 1959, 1960, 1962

### Личные
- Лучший бомбардир чемпионата штата Риу-Гранди-ду-Сул: 1956, 1959